# Wale Ogunyemi
Wale Ogunyemi MON (* 12. August 1939 in Igbajo, West-Nigeria; † 18. Dezember 2001) war eine bedeutende Persönlichkeit in der nigerianischen Theaterszene. Er spielte charismatische Rollen in Film und Fernsehen, war ein Theaterschriftsteller und ein bedeutender Interpret der Geschichte, der Mythen und Sitten der Yoruba.

## Leben
Ogunyemi absolvierte eine Mittelschule an einer Regierungsschule, danach war er unter anderem bis 1964 ein Sekretär an der Baptistenmission in Ibadan. Gleichzeitig war er gelegentlich ein Laiendarsteller bei der Fernsehanstalt von Western Nigeria. In den frühen 1960er Jahren hatte er bereits mit dem Schreiben von Theaterstücken begonnen, anfangs in Yoruba.
1967 wurde Ogunyemi Schauspielstudent an der University of Ibadan und belegte einen einjährigen Kursus in Theaterwissenschaften. Gleichzeitig wurde er als wissenschaftlicher Assistent und Übersetzer am Institute of African Studies der Universität angestellt. Sein ganzes Berufsleben lang blieb Ogunyemi an diesem Institut und beschäftigte sich immer intensiver mit der Yoroba-Kultur. Ein wichtiger Moment in seinem Leben war seine Bekanntschaft mit dem Schriftsteller und Theaterregisseur Wole Soyinka, dem späteren Literatur-Nobelpreisträger.
Ogunyemi wurde Gründungsmitglied in Syoyinkas Orisun-Theater. Er spielt bis zu seinem Tode sowohl komische als auch ernste Rollen, zuletzt in Soyinkas Satire King Baabu. Seit der Mitte der 1960er Jahre schrieb er Stücke für das Fernsehen und später für die Bühne. Seine Theaterstücke nehmen Bezug und haben die Ordnung und die Logik der traditionellen Yorubagesellschaft. Beispiele sind die Stücke The Ijaye War (1970) und Kiriji (1971), welche die Kriege des 19. Jahrhunderts zwischen den Yoruba zum Thema haben und auf die problematischen Verhältnisse in Nigeria im 20. und 21. Jahrhundert hinweisen.
Im Jahre 1977 wurde anlässlich des Black and African Festival of Arts and Culture (FESTAC) in Lagos sein Stück Langbodo aufgeführt.

## Werke
- Business Headache, 1966.
- The Scheme, 1967.
- Born with Fire on his Head, 1967 in: Ulli Beier: Three Nigerian Plays.
- Are Akogun, 1969. Eine Adaption von Shakespeares Macbeth.
- Obuluaye, 1972.
- The Divorce, 1977.
- Eniyan: A Morality Play. Ibadan University Press, Ibadan 1987, ISBN 978-121-144-X.
- Queen Amina of Zazzau, University Press PLC, Ibadan 1999, ISBN 978-030-567-X.

## Auszeichnungen
- 1982: Majeobaje of Okuku, Osun State
- 1982: Member Order of the Niger
- 1988: Association of Nigerian Authors Drama Award

| Personendaten    | Personendaten                                                |
| ---------------- | ------------------------------------------------------------ |
| NAME             | Ogunyemi, Wale                                               |
| KURZBESCHREIBUNG | bedeutende Persönlichkeit in der nigerianischen Theaterszene |
| GEBURTSDATUM     | 12. August 1939                                              |
| GEBURTSORT       | Igbajo, West-Nigeria                                         |
| STERBEDATUM      | 18. Dezember 2001                                            |